# 1407 en littérature
| Années de la littérature : 1404 - 1405 - 1406 - 1407 - 1408 - 1409 - 1410    |
| Décennies de la littérature : 1370 - 1380 - 1390 - 1400 - 1410 - 1420 - 1430 |

Cet article présente les faits marquants de l'année 1407 en littérature.

## Naissances
- Laurentius Valla, à Rome, humaniste, philosophe et polémiste italien, mort en 1457.